# 笑林小子
《卜派小子》，又名《笑林小子》，是一部1994年臺灣武打喜劇片。由林志颖、郝劭文、释小龙、徐若瑄及苑瓊丹主演。

## 劇情
皮少庭（林志穎飾）對朱安妮（徐若瑄飾）一見鐘情，得到小弟（郝邵文飾）及暗戀他的好友珍珠（徐濠縈飾）相助。四毛到中國大陸旅行，因車子爆胎與父母失散，為少林小沙彌（釋小龍飾）所救，並因此機會學會少林武功。返臺後，剛巧四毛得知情敵鐵鷹父子奪校產之陰謀力加阻止，更因此得到校長及安妮之欣賞。鐵鷹父子因事敗，聘殺手在安妮生日會，挾走校長，迫校長放棄校產，而此時小沙彌剛趕至，並與歹徒展開惡鬥。

## 角色

### 皮家
| 演員   | 角色                  |
| 張國柱 | 皮均                  |
| 苑琼丹 | 皮林琼丹              |
| 林志颖 | 皮少庭（四毛/大力菜） |
| 郝劭文 | 皮少安（小皮/周星驰） |

### 學校
| 演員   | 角色      |
| 徐濠萦 | 珍珠      |
| 張震嶽 | 铁鹰      |
| 徐若瑄 | 朱安妮    |
| 秦沛   | 铁主任    |
| 林俊龙 | 朱校长    |
| 杜哲綺 | 铁鹰手下A |

### 少林寺
| 演員   | 角色               |
| 李名炀 | 老沙弥（少林方丈） |
| 释小龙 | 小沙弥（李连杰）   |
| 吴豪   | 大师兄             |
| 高俊里 | 二师兄             |

### 客串人物
| 演員   | 角色   |
| 李芙蓉 | 女孩   |
| 许碧姬 | 福婆婆 |
| 陈豪   | 御宅族 |

## 外部連結
- 開眼電影網上《笑林小子》的資料（繁體中文）
- 豆瓣电影上《笑林小子》的資料 （简体中文）
- 时光网上《笑林小子》的資料（简体中文）
- 爛番茄上《笑林小子》的資料（英文）
- 香港影庫上《笑林小子》的資料（繁體中文）
- 互联网电影数据库（IMDb）上《笑林小子》的资料（英文）